# Xu Zhiming
Xu Zhiming (chiń. 徐志明; ur. 29 stycznia 1980) – chiński judoka. Olimpijczyk z Sydney 2000, gdzie odpadł w eliminacjach kategorii 90 kg.
Brązowy medalista mistrzostw Azji w 2000, a także igrzysk Azji Wschodniej w 2001 roku.

## Letnie Igrzyska Olimpijskie 2000
| Konkurencja  | Walki                       | Walki                       | Klas. końcowa |
| Konkurencja  | 1/16                        | 1/8                         | Miejsce       |
| ------------ | --------------------------- | --------------------------- | ------------- |
| waga średnia | Batdżargalyn Odchüü (MGL) W | Jean-Claude Raphaël (MRI) P | druga runda   |